# Kaj Poulsen
Kaj Kvistgård Poulsen (ur. 31 grudnia 1942 w Morsø) – piłkarz duński, występujący na pozycji napastnika.
W latach 1965–1966 rozegrał 5 meczów i strzelił 1 gola w reprezentacji Danii. Został wybrany piłkarzem roku 1965 w Danii.